# Посадский дом (Суздаль)

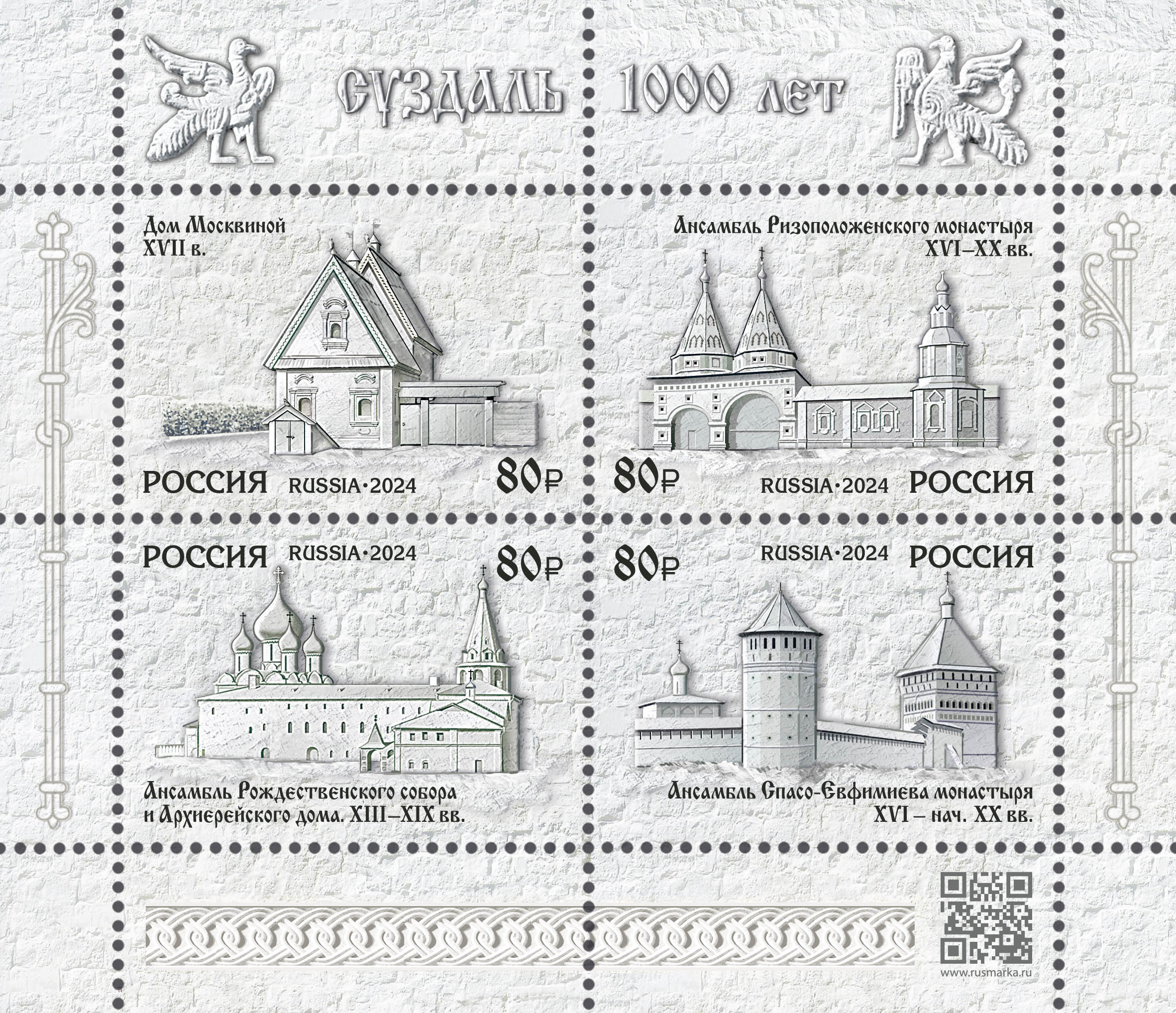
Квартблок марок Почты России, 2024 год

Посадский дом (Дом Москвиной) — единственный в Суздале и очень редкий в России памятник жилого каменного зодчества, расположенный напротив Спасо-Евфимиева монастыря рядом со Смоленской церковью.
В настоящее время здание находится в ведении Владимиро-Суздальского историко-художественного и архитектурного музея-заповедника и в нём расположена музейная экспозиция.

## Исторические сведения
Предполагается, что время постройки дома относится к концу XVII — началу XVIII веков. Именно в этот период в различных городах русского государства начинают строить каменные дома средние люди посада.
Суздальский Посадский дом был объектом изучения со стороны трёх исследователей: А. Д. Варганова, профессора А. А. Тица и автора проекта реставрации Н. И. Немцовой. Однако, из-за отсутствия прямых письменных документов в имеющейся научной литературе датировка дома имеет различные толкования. Исследователи не могут также точно определить, кто являлся первым хозяином посадского дома: некоторые утверждают, что это было некое духовное лицо, другие настаивают на том, что дом принадлежал богатому семейству харчевников или калачников.
Алексей Варганов, ссылаясь на писцовые книги Суздаля 1628—1629 годов, владельцем дома называет ремесленника монастырской слободы Скучилихи, портного Спас-Евфимиевского монастыря, Костьку Добрынкина, а дом датирует 20-30 годами XVII века. Ранее часть дома датировалась концом XVII века, а другая — началом XVIII века, и дом связывался с именем идеолога старообрядцев Никиты Пустосвята.
Профессор А. А. Тиц, исходя из анализа архитектуры этого здания, датирует всю постройку началом XVIII века, отмечая при этом разновременность его частей.
Автор проекта реставрации дома Н. И. Немцова считает, что косвенным свидетельством датировки дома первой третью XVIII века можно считать и обнаруженную при реставрации медную монету 1734 года, вмурованную в раствор, скрепляющий кирпичи подклета западного объёма дома.
Самыми ранними из достоверно известных владельцев дома, имя которых значится в Обывательских книгах XVIII века, были суздальские мещане Бибановы, занимающиеся калачным и харчевенным промыслами. В начале XIX века дом был продан соседу Бибановых, купцу М. Болдину.

## Архитектурные особенности
Несмотря на то, что посадский дом построен из камня, в его облике прослеживаются глубокие связи с традициями деревянного зодчества. Сходство объясняется тем, что на рубеже XVII—XVIII веков разбогатевшие на торговых делах средние люди посада начали строить каменные дома вместо деревянных.
Суздальский каменный дом принадлежит к простейшему типу жилых построек — однопалатному каменному дому. Он состоит из двух разновременных и различных по величине построек (клетей), каждая из которых покрыта самостоятельной двускатной крышей. Более ранним является западный одноэтажный объём, подклет которого с крытым входом, напоминающим вход в подвал, с улицы углублён в землю. Восточный объём со сводчатым надземным подклетом пристроен позднее. Несмотря на это, дом обладает цельностью и единством замысла.
Украшен дом очень скромно: лопатки по углам и в местах стыка двух объёмов; простой профилированный междуэтажный поясок и такой же карниз; более нарядны лишь наличники с «бровками» на окнах западной фасадной части дома, да обработанный «рустами» портал.

## Современное состояние
На основе Постановления Совета Министров РСФСР от 30.08.1960 года № 1327 «О дальнейшем улучшении дела охраны памятников культуры в РСФСР» Дом Москвиной (посадский дом) — памятник градостроительства и архитектуры, включён в перечень объектов культурного наследия Суздальского района федерального значения.

## Создание музея
С 1970 года Посадский дом имеет статус музея. Он был выкуплен Владимиро-Суздальским музеем у последней его владелицы — Софьи Михайловны Мальцевой. В 1971—1972 гг. проведены реставрационные работы по проекту архитектора Н. И. Немцовой.
На основе изученных архивных документов и литературы о быте посадских людей, используя подлинные вещи из фондов музея, был создан жилой интерьер дома суздальского калачника и харчевника, жившего в XVIII веке.
В интерьере верхней горницы важнейшей деталью, украшающей её пространство, является прямоугольная печь с облицовкой из рельефно-расписных изразцов. Почётное место здесь занимает мемориальный большой дубовый сундук XVIII в., обитый широкими полосами кованого железа, который не покидал дом с XVIII века. В нижней горнице представлено много глиняной, медной и деревянной посуды, необходимой для ведения харчевого и калачного промыслов, которыми занимались хозяева дома.
В 2018—2019 гг. Владимиро-Суздальский музей-заповедник проводил очередные реставрационные работы по восстановлению фасада, кровли и крыльца Посадского дома.